# Helmer Alexandersson
Helmer Alexandersson   (Estocolm, 16 de novembre de 1886 - Estocolm, 24 de desembre de 1927), de nom complet Karl Helmer Alexandersson, fou un compositor i violinista suec. Era germà de l'actriu Karin Alexandersson.

## Biografia
Es coneix relativament poc sobre la vida d’Alexandersson. Va néixer en una família que vivia del comerç. El pare, Ernst Theodor Alexandersson, venia subministraments de vaixells. La mare Mathilda Josefina Englund, s'hagué de posar a treballar quan el seu marit va morir el 1900 i els seus fills, inclòs Helmer, van ser posats, segons el costum de l'època, sota la tutela del capità Charles Edward Nyman (ja que no es permetia que les dones es convertissin en tutores dels seus fills). Nyman, que havia estat un dels clients del pare, va procurar que els tres fills rebessin una educació adequada.
Del 1902 al 1908 va rebre la seva formació musical al Conservatori Reial de Música Allà va rebre classes de composició de Johan Lindberg, que també era professor de Tor Aulin, i de violí per part de Lars Zetterquist. Després de la seva formació instrumental, va estudiar harmonia amb Aron Bergenson, contrapunt amb el llegendari professor Johan Lindegren a Estocolm i instrumentació amb Jean Paul Ertel a Berlín. El 1910 i el 1911 guanyà una beca per estudiar composició.
El seu primer gran èxit de públic el va obtenir amb l'Olympiska spelens festmarsch ("Marxa triomfal dels Jocs Olímpics") el 1912. La composició va ser encarregada pel Comitè Olímpic Suec el 1912 per als Jocs Olímpics d'Estocolm i va ser interpretada per Hjalmar Meissner i la Jätte-Militär-orkestern (la Gran Orquestra Militar) a l'estadi d’Estocolm el 6 de juliol de 1912. La marxa també es va enregistrar i publicar en un disc de 78 rpm.
La seva segona simfonia, estrenada per Georg Schnéevoigt el 1919, fou tot un èxit. Després d’escriure música orquestral a diverses pel·lícules sueques, va dedicar bona part del seu temps a escriure música per a pel·lícules mudes i a partir de 1918 fou primer violinista de l'orquestra del cinema Röda Kvarn ("Molí vermell") d’Estocolm i componia música per a les pel·lícules que es projectaven en aquell cinema.
Els darrers anys de vida de Helmer Alexandersson, així com la seva vida en general, estan envoltats de misteri amb poques fonts escrites conservades conegudes que puguin aportar llum a la seva vida fora de la música.
Va morir en una pobresa tan gran que l’Estat va haver d’organitzar i pagar el seu funeral.

## Obres
Sis anys després de la seva mort, la seva germana Karin va lliurar els seus manuscrits a la Reial Acadèmia de Música, on encara es troben.
Música de cinema
- 1919 Ingemarssöenera (director: Victor Sjöström)
- 1919 - Herr Arnes pengar (director: Mauritz Stiller)
- 1923 Gunnar Hedes saga (director: Mauritz Stiller)
- 1925 - Ingmarsarvet (director: Gustaf Molander)

Arranjaments
- 1921 Värmlänningarna (director: Erik A. Petschler). Música original d'Andreas Randel, amb arranjament orquestral de Helmer Alexandersson.

Música orquestral
- 1914 1919 - Simfonia núm. 2 en sol menor
- 1910 - Obertura en do menor

## Enregistraments
- Obertura, Simfonia número 2, Orquestra de Cambra d'Uppsala dirigida per Paul Mägi, Sterling 2008.